# Virémie
Virémie označuje stav, kdy viry vstupují do krevního řečiště hostitelského organismu a krví jsou roznášeny do dalších orgánů. Rozlišuje se primární a sekundární virémie. Při primární virémii se virus dostává do krve z místa vstupu do organismu. K sekundární virémii dochází až v průběhu virového onemocnění, kdy se virové částice namnožené v různých orgánech uvolňují zpět do krve.